# Raffaele Cinotti
Raffaele Cinotti (San Prisco, 23 maggio 1953 – Roma, 7 aprile 1981) è stato un militare italiano, medaglia d'oro al Merito Civile e vittima del dovere.

## Biografia
Vicebrigadiere del Corpo degli Agenti di Custodia (oggi Corpo di Polizia Penitenziaria), venne ucciso in un agguato rivendicato dalle Brigate Rosse a Roma la mattina del 7 aprile 1981.
Prestava servizio come Caporeparto al settore isolamento giudiziario del carcere di Roma Rebibbia. Viveva con la moglie e due figli di due anni e cinque mesi.

### La morte
Il 7 aprile 1981, alle 6:45 del mattino, venne aggredito sotto la propria abitazione, mentre si stava recando in servizio. L’omicidio è stato compiuto da tre brigatisti proprio all'uscita del portone di casa in Via Acquaroni 123 a Roma (zona Tor Bella Monaca nei pressi della Via Casilina). L’agguato mortale fu rivendicato dalle Brigate Rosse con una telefonata al centralino del quotidiano La Repubblica. L'omicidio fu espressione, al pari di altri, della campagna di intimidazione del terrorismo di estrema sinistra sul fronte delle carceri a regime differenziato gestito dal Generale Carlo Alberto dalla Chiesa. L’omicidio di Raffaele Cinotti, era parte di una strategia della colonna romana delle BR e più in generale dell’intera organizzazione, volta a colpire gli uomini e le istituzioni dell’amministrazione penitenziaria. L’anno prima era stato ucciso il giudice Girolamo Minervini, appena nominato Direttore Generale degli Istituti di Prevenzione e Pena e soltanto poche settimane prima, il 15 gennaio, era stato liberato il giudice Giovanni D’Urso rapito il 12 dicembre 1980.

## Intitolazioni
Il 1º marzo 2016 gli è stata intitolata la Casa Circondariale nuovo complesso di Roma Rebibbia.